# Међународни олимпијски комитет
Међународни олимпијски комитет (МОК; енгл. International Olympic Committee, IOC, фр. Comité international olympique, CIO) је међународна спортска организација са седиштем у Швајцарској, у граду Лозани. Основана је 23. јуна 1894. на конгресу у Паризу, под идејним вођством барона Пјера де Кубертена. Његова идеја је била оживети облик такмичења познат у старој Грчкој по моделу спортског међународног такмичења највишег ранга. На истом конгресу је одлучено да ће домаћин I Олимпијских игара бити Атина, па је за годину одржавања одабрана 1896.
МОК је управно тело Националних олимпијских комитета (НОК) и светског „Олимпијског покрета”, што је назив МОК-а за све субјекте и појединце укључене у Олимпијске игре. Од 2020. године, МОК је званично признао 206 Национална олимпијска комитета. Актуелни председник МОК-а је Немац Томас Бах, који је наследио Жака Рога из Белгије у септембру 2013. године.

## Историја
МОК је основао Пјер де Кубертен 23. јуна 1894. године са Деметриосом Викеласом као првим председником. Од априла 2019. његово чланство броји 95 активних чланова, 44 почасна члана, једног почасног председника (Жак Рога) и једног почасна члана (Хенри Кисинџера). МОК је врховни ауторитет модерног олимпијског покрета широм света.
МОК организује модерне Олимпијске игре и Олимпијске игре младих (ОИМ), које се одржавају лети и зими, сваке четири године. Прве Летње олимпијске игре одржане су у Атини у Грчкој 1896. године; прве Зимске олимпијске игре биле су у француском Шамонију 1924. Прве летње ОИМ биле су у Сингапуру 2010. године, а прве Зимске ОИМ у Инзбруку 2012. године.
До 1992. су се летње и зимске олимпијске игре одржавале исте године. Након те године, међутим, МОК је Зимске олимпијске игре преместио на парне године између Летњих игара, како би помогао у раздвајању планирања два догађаја, и побољшао финансијски биланс МОК-а, који прима пропорционално већи приход у годинама Олимпијских игра.
Генерална скупштина УН је 2009. МОК-у дала статус сталног посматрача. Ова одлука је омогућава МОК-у да се директно укључи у дневни ред УН-а и да присуствује састанцима Генералне скупштине УН-а на којима може узети реч. Генерална скупштина је 1993. одобрила Резолуцију за додатно учвршћивање МОК-УН сарадње оживљавањем Олимпијског примирја.
МОК је у новембру 2015. добио одобрење за изградњу новог седишта у Лозани. Процењено је да ће трошкови пројекта износити 156 милиона долара. МОК је 11. фебруара 2019. најавио да ће „Олимпијску кућу” отворити 23. јуна 2019. године, што је и учињено а то се поклопило са 125 годишњицом постојања. Олимпијски музеј остаје у Ушију у Лозани.

## Председници МОК-а
Председници МОК-а се бирају на конгресима на период од више година. Постоје иницијативе да се због потенцијално великог утицаја које председник има на цели Олимпијски покрет, па и конкретних проблема везаних уз корупцију, мандат председника и чланова ипак ограничи, а избор направи транспарентнијим. До сада су, међутим, председници били бирани на период од више година, тако да је до сада укупно било само 8 председника МОК-а:
|                                                           |  |
| Седиште МОК-а (лево) и олимпијски музеј (десно) у Лозани. |  |

| Председник               | Мандат       |
| ------------------------ | ------------ |
| Деметриос Викелас        | 1894 - 1896  |
| барон Пјер де Кубертен   | 1896 - 1925  |
| гроф Анри де Баиле-Латур | 1925 - 1942  |
| Зигфрид Едстрем          | 1942 - 1952  |
| Ејвери Брандиџ           | 1952 - 1972  |
| лорд Мајкл Киланин       | 1972 - 1980  |
| Хуан Антонио Самаран     | 1980 - 2001  |
| Жак Рог                  | 2001 - 2013  |
| Томас Бах                | 2013 - данас |

## Чланови МОК-а
Број свих активних чланова МОК-а не може бити већи од 115. Када су именовани, они постају чланови МОК-а у својим земљама, а не представници својих земаља у МОК-у.
Категорије чланова МОК-а укључују:
- Представници спортиста из Комисије атлета МОК-а (IOC AC);
- Представници међународних спортских федерација (IF), асоцијација IF или других организација које признаје МОК;
- Представници националних олимпијских комитета (NOC) или светских или континенталних савеза NOC-а;
- Појединачни чланови, чије чланство није повезано ни са једном специфичном функцијом у наведеним организацијама.

### Престанак чланства
Чланство престаје под следећим околностима:
- Оставка: сваки члан МОК-а може прекинути своје чланство у било ком тренутку подношењем писмене оставке председнику.
- Нереизбор: сваки члан МОК-а престаје да буде члан без даљих формалности, ако не буде поново поново изабран.
- Старосна граница: сваки члан МОК-а престаје да буде члан на крају календарске године током које наврши 70 или 80 година. Сваки члан који се придружио 1900-их престаје да буде члан са 80 година, а сваки члан који се придружио 2000-их престаје да буде члан са 70 година.
- Неприсуствовање седницама или неузимање активног учешћа учешће у раду МОК-а две узастопне године.
- Пренос пребивалишта или главног центра интереса у земљу која није била њихова земља у време њиховог избора.
- Чланови изабрани као активни спортисти престају да буду чланови престанком да буду члан Комисије спортиста МОК-а.
- Председници и појединци који заузимају извршне или више руководеће позиције у NOC-има, светским или континенталним асоцијацијама NOC-а, IF-овима или асоцијацијама IF-ова, или другим организацијама које признаје МОК престају да буду чланови након што престану да обављају функцију коју су обављали у то време њиховог избора.
- Искључење: члан МОК-а може бити искључен одлуком седнице ако је тај члан изневерио своју заклетву или ако седница сматра да је тај члан занемарио или свесно угрозио интересе МОК-а или се понашао на начин који је недостојан МОК-а.

### Спортске федерације које признаје МОК
МОК признаје 82 међународне спортске федерације (IF):
- 33 члана Асоцијације међународних летњих олимпијских федерација (ASOIF).[10]
- 7 чланова Асоцијације међународних олимпијских зимских спортова (AIOWF).[11]
- 42 члана Асоцијације међународних спортских федерација признатих од стране МОК-а (ARISF).[12]

## Почасти
МОК додељује златне, сребрне и бронзане медаље за три најбоља такмичара у сваком спортском догађају.
Остале почасти.
- Медаља Пјер де Кубертен: спортисти који демонстрирају посебан дух спортске срчаности[13]
- Олимпијски пехар: институције или удружења са заслугама и интегритетом у развоју Олимпијског покрета[14]
- Олимпијски орден: појединци за изузетан допринос Олимпијском покрету; заменио је олимпијски сертификат[15]
- Олимпијски ловор: појединци који промовишу образовање, културу, развој и мир кроз спорт[16]
- Статус олимпијског града: градови који су били посебно важни за Олимпијски покрет
- Тренерске награде за животно дело

## Олимпијски маркетинг
Током прве половине 20. века МОК је имао мали буџет. Као председник МОК-а од 1952. до 1972. године, Ејвери Брундиџ је одбацио све покушаје да се Олимпијске игре повежу са комерцијалним интересима. Брундиџ је веровао да ће корпоративни интереси неоправдано утицати на доношење одлука МОК-а. Брундиџов отпор овом извору прихода натерао је организационе комитете МОК-а да преговарају о сопственим спонзорским уговорима и употреби олимпијских симбола.
Када је Брундиџ пензионисан, МОК је имао 2 милиона долара имовине; осам година касније каса је порасла, на 45 милиона америчких долара. Ово је првенствено последица промене идеологије ка ширењу Игара кроз корпоративно спонзорство и продају телевизијских права. Када је Хуан Антонио Самаранч изабран за председника МОК-а 1980. године, његова жеља је била да МОК учини финансијски независним. Самаранч је именовао канадског члана МОК-а Ричарда Паунда да предводи иницијативу као председник „Комисије за нове изворе финансија“.
Године 1982, МОК је задужио Међународни спорт и слободно време (ISL), швајцарску компанију за спортски маркетинг, да развије глобални маркетиншки програм за Олимпијски покрет. ISL је развио програм, али је та фирма замењена  Меридијан менаџментом, компанијом у делимичном власништву МОК-а почетком 1990-их. Године 1989, члан особља ISL Маркетинга, Мајкл Пејн, прешао је у МОК и постао први директор маркетинга организације. ISL, а затим Меридијан су наставили да обављају своју устаљену улогу као агенти продаје и маркетинга МОК-а до 2002. године. У сарадњи са ISL Маркетингом и Меридијан менаџментом, Пејн је дао велики допринос стварању више милијарди долара вредног спонзорског маркетиншког програма за организацију, који је заједно са побољшањима у ТВ маркетингу и побољшаним финансијским управљањем, помогао да се обнови финансијска одрживост МОК-а.

### Приход
Олимпијски покрет остварује приход кроз пет великих програма.
- Партнерства за емитовање, којима управља МОК.
- Комерцијално спонзорство, организовано кроз МОК-ов светски TOP програм.
- Домаће спонзорство, којим управљају Организациони комитети за Олимпијске игре (OCOG).
- Продаја карата.
- Програми лиценцирања у земљама домаћинима.

OCOG комитети су одговорни за домаће спонзорство, продају карата и програме лиценцирања, под управом МОК-а. Олимпијски покрет је остварио укупно више од 4 милијарде америчких долара (2,5 милијарди евра) прихода током олимпијске четворогодишњице од 2001. до 2004. године.
Расподела приходаМОК дели део свог прихода организацијама широм Олимпијског покрета како би подржао одржавање Олимпијских игара и промовисао развој спорта широм света. МОК задржава приближно 10% прихода од Олимпијског маркетинга за оперативне и административне трошкове. За период 2013–2016, МОК је имао приходе од око 5,0 милијарди америчких долара, од чега је 73% било од права на емитовање, а 18% од Олимпијских партнера. Организациони комитет Рија 2016. добио је 1,5 милијарди долара, а Организациони комитет Сочија 2014. године 833 милиона долара. Национални олимпијски комитети и међународне федерације су добиле по 739 милиона долара.
У јулу 2000. године, када је Лос Анђелес Тајмс известио о томе како МОК прерасподељује профит од спонзорстава и права на емитовање, историчар Боб Барни је изјавио да „није уочио питања корупције у МОК-у“, али је приметио да постоје „питања неодговорности“. Касније је приметио да када су у центру пажње спортисти, то има „моћ да помрачи утиске скандала или корупције“, у погледу процеса кандидатуре за Олимпијске игре.

### Организациони комитети за Олимпијске игре
IOC обезбеђује TOP програмске прилоге и приход од емитовања OCOG-има за подршку организовања Олимпијских игара:
- Приход TOP програма: два OCOG-а сваке олимпијске четворогодишњице генерално деле приближно 50% прихода TOP програма и доприноса у натури, при чему се приближно 30% обезбеђује летњем OCOG-у и 20% зимском OCOG-у.
- Приходи од емитовања: МОК доприноси OCOG-у са 49% прихода од емитовања Олимпијских игара за сваку игру. Током олимпијске четворогодишњице 2001–2004, Организациони комитет Солт Лејка 2002. је добио 443 милиона долара, 395 милиона евра прихода од емитовања од МОК-а, а Организациони комитет Атине 2004 је добио 732 милиона долара, 690 милиона евра.
- Приходи од домаћих програма: Организациони комитети за Олимпијске игре остварују значајан приход од домаћих маркетиншких програма којима управљају у земљи домаћину, укључујући домаћа спонзорства, продају карата и лиценцирање.

### Национални олимпијски комитети
Национални олимпијски комитети добијају финансијску подршку за обуку и развој својих олимпијских тимова, олимпијских спортиста и олимпијских нада. МОК дистрибуира највећи приход од програма сваком NOC-у. МОК такође доприноси приходима од емитовања Олимпијских игара Олимпијској солидарности, организацији МОК-а која пружа финансијску подршку NOC-има са највећим потребама. Континуирани успех TOP програма и олимпијских споразума о емитовању омогућио је МОК-у да пружи повећану подршку NOC-има са сваким олимпијским четворогодиштем. МОК је обезбедио приближно 318,5 милиона америчких долара националним олимпијским комитетима за четворогодишњи период 2001–2004.

### Међународне олимпијске спортске федерације
МОК је највећи појединачни извор прихода за већину IOSF-а, са доприносима који им помажу у развоју њихових спортова. МОК пружа финансијску подршку за 28 IOSF-а олимпијских летњих спортова и седам IOSF-а зимских олимпијских спортова. Константно растућа вредност олимпијских преноса омогућила је МОК-у да значајно повећа финансијску подршку IOSF-има са сваким узастопним Играма. Седам зимских спортова је поделило 85,8 милиона долара, 75 милиона евра прихода од емитовања у Солт Лејку 2002.

### Друге организације
МОК доприноси приходима од олимпијског маркетинга у програме различитих признатих међународних спортских организација, укључујући Међународни параолимпијски комитет (IPC) и Светску антидопинг агенцију (WADA).

## Забринутост за животну средину
МОК признаје да Олимпијске игре захтевају значајне еколошке ресурсе, активности и грађевинске пројекте који би могли бити штетни по животну средину града домаћина. Године 1995, председник МОК-а Хуан Антонио Самаранх изјавио је, „Међународни олимпијски комитет је одлучан у осигуравању да животна средина постане трећа димензија организације Олимпијских игара, прва и друга су спорт и култура.” Поступајући у складу са овим саопштењем, 1996. године МОК је додао „животну средину” као трећи стуб својој визији за Олимпијске игре. МОК захтева од градова који конкуришу за одржавање Олимпијских игара да обезбеде свеобухватну стратегију заштите животне средине у припреми за удомљавање игара, и по окончању игара. Ова иницијативу је највише дошла до изражаја 2000. године, када је Пекиншки организациони одбор за Олимпијске игре у Пекингу развио стратегију „зелених олимпијских игра”. Настојања на Летњим олимпијским играма у Пекингу 2008. у циљу организовања еколошки прихватљивих игара резултирали су са преко 160 пројеката који су испунили циљ „зелених” игара кроз побољшање квалитета ваздуха и квалитета воде, имплементацију одрживих извора енергије, побољшано управљање отпадом и образовање о животној средини. Ови пројекти су укључивали пресељење или затварање индустријског погона, замену пећи, увођење нових стандарда емисије и строжу контролу саобраћаја. Већина ових мера усвојена је привремено, и иако су остварена стварна побољшања (посебно у квалитету ваздуха), већина тих побољшања је нестала годину дана након игара. Иако су ова побољшања била кратког даха, укључивање МОК-ових политика заштите околиша у оцењивање и одабир градова домаћина показује корпоративну одговорност на којој се може надограђивати у годинама које долазе. Детаљни оквири за еколошку одрживост објављени су за Зимске олимпијске игре 2018. и Летње олимпијске игре 2020. у Пјонгчангу у Јужној Кореји и Токију у Јапану.

### МОК приступи
МОК има четири главна приступа за решавање здравствених проблема животне средине током изградње и одвијања такмичења Олимпијских игара. Прво, Комисија за одрживост и наслеђе МОК-а се фокусира на то како МОК може побољшати стратегије и политике повезане са здрављем животне средине током процеса избора градова домаћина Олимпијских игара. Друго, сваки град кандидат мора доставити МОК-у информације о стању животне средине, попут квалитета ваздуха и процене утицаја на животну средину. Треће, сваком граду домаћину је дата могућност да декларише „обећања” за решавање специфичних или општих здравствених аспеката животне средине при одржавању Олимпијске игре. Четврто, МОК подстиче све градове домаћине да сарађују са Уједињеним нацијама како би радили на постизању здравствених циљева животне средине. Ултиматно, МОК користи ова четири главна приступа у покушају да умањи негативне утицаје по здравље животне средине у граду домаћину.

### Ефекти конструкције олимпијских објеката на ваздух
Градови домаћини Олимпијских игара имају две примарне бриге: загушење саобраћаја и загађење ваздуха, што може довести до нарушавања квалитета ваздуха током и након изградње олимпијских објеката. Истраживање спроведена током Олимпијских игара у Пекингу идентификовала су честице - мерено у смислу ПМ10 (количина аеродинамичког пречника честица ≤10 μм у датој количини ваздуха) - као главни приоритет који треба узети у обзир. Честице у ваздуху, заједно са другим загађивачима у ваздуху, изазивају озбиљне здравствене проблеме, попут астме, и доприносе погоршању урбаних екосистема. Црни угљеник се испушта у ваздух услед непотпуног сагоревања угљеничних течности што доприноси глобалним климатским променама и има последица по здравље људи. Концентрација црног угљеника има велики утицај на камионски саобраћај због гужве у саобраћају током масовне изградње. Додатно, секундарни загађивачи попут , NOx, 2, бензена, толуена, етилбензена, и ксилена (BTEX) такође се ослобађају током изградње олимпијских објеката, што доводи до штетних утицаја на животну средину.

## Пријем и инциденти

### Аматеризам и професионализам
Де Кубертен је био под утицајем аристократског етоса који је својствен за енглеске јавне школе. Државне школе су се слагале са веровањем да спорт чини важан део образовања, али да се вежбање или обука сматра варањем. Како је класна структура еволуирала током 20. века, дефиниција спортисте аматера као аристократског господина постала је застарела. Појава „сталних спортиста аматера“ земаља Источног блока, спонзорисаних од стране државе, додатно је нарушила појам чистог аматера, јер је западне, самофинансирајуће аматере ставила у неповољан положај. Совјетски Савез је ушао у тимове спортиста који су сви номинално били студенти, војници или запослени у некој професији, али многи од њих су били плаћени од стране државе да тренирају са пуним радним временом. Ипак, МОК се држао традиционалних правила у вези са аматеризмом.
Пред крај 1960-их, Канадска аматерска хокејашка асоцијација (CAHA) сматрала је да њихови играчи аматери више не могу бити конкурентни совјетским спортистима са пуним радним временом и другим европским тимовима који се стално усавршавају. Залагали су се за могућност да користе играче из професионалних лига, али су наишли на противљење IIHF-а и МОК-а. На конгресу IIHF 1969. године, IIHF је одлучио да дозволи Канади да користи девет професионалних хокејаша који нису у NHL-у на Светском првенству 1970. у Монтреалу и Винипегу, Манитоба, Канада. Одлука је поништена у јануару 1970. након што је Брундиџ изјавио да би промена довела у питање статус хокеја на леду као олимпијског спорта. Као одговор, Канада се повукла из међународног такмичења у хокеју на леду и званичници су изјавили да се неће вратити док се не успостави „отворено такмичење“.
Почевши од 1970-их, аматеризам је постепено потискиван из Олимпијске повеље. Након Игара 1988. године, МОК је одлучио да сви професионални спортисти буду квалификовани за Олимпијске игре, под условом одобрења IFOS-а.

### Контроверзе понуде

#### Зимске олимпијске игре 1976
Игре су првобитно додељене Денверу 12. маја 1970. године, али је нагли раст трошкова довео до тога да су гласачи Колорада 7. новембра 1972. године, са 60% гласова, одбили емисију обвезница од 5 милиона долара за финансирање Игара из јавних средстава.
Денвер се званично повукао 15. новембра: МОК је тада понудио Игре Вислеру у Британској Колумбији, Канада, али су и они одбили због промене владе после избора.
Солт Лејк Сити, Јута, финални кандидат на Зимским олимпијским играма 1972. (који је на крају био домаћин Зимских олимпијских игара 2002.) понудио се као потенцијални домаћин након повлачења Денвера, али је МОК одбио понуду Солт Лејк Ситија. МОК је 5. фебруара 1973. одабрао Инсбрук, град који је био домаћин Игара дванаест година раније.

#### Зимске олимпијске игре 1998
Осам година након Зимских олимпијских игара 1998. године, у извештају који је наручио гувернер региона Нагано наводи се да је јапански град пружио милионе долара у „нелегитимном и претераном нивоу гостопримства“ члановима МОК-а, укључујући 4,4 милиона долара потрошених на забаву. Ранији извештаји су износили око 14 милиона долара. Прецизне бројке су непознате: након што је МОК затражио да се трошкови за забаву не објављују, Нагано је уништио своју финансијску евиденцију.

#### Зимске олимпијске игре 2002
Скандал је избио 10. децембра 1998. године, када је швајцарски члан МОК-а Марк Ходлер, шеф координационог комитета који надгледа организацију Игара 2002, објавио да је неколико чланова МОК-а примило поклоне од чланова комитета за кандидатуру за Солт Лејк Сити 2002. у замену за гласове. Убрзо су биле у току четири независне истраге: МОК, Олимпијски комитет Сједињених Држава (USOC), SLOC и Министарство правде Сједињених Држава. Пре него што је било која истрага могла да почне, копредседници SLOC-а Том Велч и Дејвид Џонсон дали су оставке на своје функције. Убрзо су уследили и многи други. Министарство правде поднело је петнаест тачака оптужнице за мито и превару против њих.
Као резултат истраге, десет чланова МОК-а је искључено, а још десет је санкционисано.. Усвојена су строжа правила за будуће понуде, а постављена су ограничења колико чланови МОК-а могу да прихвате од градова који се пријављују. Поред тога, постављена су нова ограничења рока и старосне доби за чланство у МОК-у, формирана је Комисија спортиста и петнаест бивших олимпијских спортиста је стекло статус привременог чланства.

#### Летње олимпијске игре 2008
Године 2000, међународне групе за људска права покушале су да изврше притисак на МОК да одбије понуду Пекинга као вид протеста против кршења људских права у Народној Републици Кини. Један кинески дисидент је осуђен на две године затвора током турнеје МОК-а. Након што је град добио Летње олимпијске игре 2008, Амнести интернашонал и други изразили су забринутост у вези са стањем људских права. Други принцип у Основним принципима олимпизма, Олимпијска повеља, новоди да је „Циљ олимпизма да стави спорт у службу хармоничног развоја човека, у циљу промовисања мирног друштва које се бави очувањем људског достојанства“. Амнести интернашонал је сматрала да политике и праксе НРК крше тај принцип.
Неколико дана пре церемоније отварања, у августу 2008. године, МОК је издао DMCA обавештења о уклањању видео снимака о тибетанским протестима на Јутјубу. Јутјуб и Фондација електронске границе (EFF) успротивили су се МОК-у, који је потом повукао своју жалбу.

#### Летње олимпијске игре 2016. и 2020.
Овен Гибсон из Гардијана је 1. марта 2016. известио да су француски финансијски тужиоци који истражују корупцију у светској атлетици проширили своју надлежност и укључили процесе лицитирања и гласања за Летње олимпијске игре 2016. и Летње олимпијске игре 2020. године. Прича је следила један ранији извештај Гибсона из јануара, у коме је открио да је Папа Масата Дијак, син тадашњег председника IAAF-а Ламина Дијака, изгледа да је организовао испоруку „пакета” шесторици чланова МОК-а 2008. године када се Катар кандидовао за Летње олимпијске игре 2016, иако није успео да прође даље од ужег избора. Неколико недеља касније, катарске власти су демантовале оптужбе. Гибсон је затим известио да је уплата 1,3 милиона евра (1 милион фунти, 1,5 милиона долара) од тима Олимпијског комитета Токија на рачун повезана са Папом Дијаком извршена током успешне кандидатуре Јапана за домаћина Летњих игара 2020. године. Следећег дана, француски тужиоци су потврдили да истражују наводе о „корупцији и прању новца“ у износу од више од 2 милиона долара у сумњивим уплатама које је комитет за Олимпијске игре у Токију 2020. извршио на тајни банкарски рачун повезан са Дијаком. Цунеказу Такеда из комитета за такмичење у Токију 2020. одговорио је 17. маја 2016. године, негирајући оптужбе о неправедним поступцима, и одбио да открије детаље о трансферу. Контроверза је поново покренута 11. јануара 2019. након што се показало да је Такеда оптужен за корупцију у Француској због његове улоге у процесу надметања.

#### Зимске олимпијске игре 2022.
Године 2014, у завршној фази процеса понуде за 2022. Осло, који се сматрао фаворитом, изненадио је повлачењем. Након низа локалних контроверзи око главног плана, локални званичници су били огорчени захтевима МОК-а према спортистима и олимпијској породици. Осим тога, постоје наводи о раскалашном поступању према заинтересованим странама, укључујући посебне траке које су „стваране на свим путевима којима су путовале чланови МОК-а, а које не смеју да користе обични људи или јавни превоз“, ексклузивне аутомобиле и возаче за чланове МОК-а. Диференцијални третман је иритирао Норвежане. МОК је захтевао „контролу над свим рекламним простором широм Осла и подсајтовима током Игара, које ће користити искључиво званични спонзори.“
Групе и владе за људска права критиковале су комитет, јер је дозволио Пекингу да се кандидује за Зимске олимпијске игре 2022. Неколико недеља пре церемоније отварања, објављени су Синђаншки документи, који документују злоупотребе кинеске владе над Ујгурским становништвом у Синђангу, документујући оно што су многе владе описале као геноцид.
Многи владини званичници, посебно они у Сједињеним Државама и Великој Британији, позвали су на бојкот Зимских игара 2022. МОК је одговорио на забринутост рекавши да Олимпијске игре не смеју бити политизоване. Неке нације су дипломатски бојкотовале игре, што је онемогућило дипломатској делегацији да представља нацију на играма, уместо потпуног бојкота који би забранио спортистима да се такмиче. У септембру 2021. МОК је суспендовао Олимпијски комитет Демократске Народне Републике Кореје, након што су бојкотовали Летње олимпијске игре 2020. тврдећи да су „забринути због Ковида-19”.
Дана 8. септембра 2021. године, након што је МОК суспендовао Севернокорејски NOC због неприсуства Летњим олимпијским играма 2020. године, појавиле су се спекулације о томе да ли МОК такође намерава да пошаље поруку нацијама које разматрају бојкот игара да би могле да буду забрањене од учешћа на будућим Олимпијским играма ако одлуче да бојкотују ово издање. Потпредседник МОК-а Џон Коутс је 14. октобра 2021. објавио да МОК нема планове да оспорава кинеску владу по питању хуманитарних питања, наводећи да та питања „нису у надлежности МОК-а“.

### Контроверзе око верификације пола
МОК користи верификацију пола како би осигурао да се учесници такмиче само у догађајима који одговарају њиховом полу. Провера пола олимпијских учесника датира још из античке Грчке, када је Калипатеира покушала да прекрши грчки закон тако што се обукла као мушкарац да би ушла у арену као тренер. Након што је откривена, успостављена је политика према којој су тренери, баш као и спортисти, морали да скину голи како би се лакше проверило да су сви мушкарци.
У новијој историји, верификација пола је попримила многе облике и била је предмет спора. Пре тестирања секса, олимпијски званичници су се ослањали на „параде голих лица“ и белешке лекара.. Успешне спортисткиње за које се сматрало да су мужевне су највероватније биле подвргнуте инспекцији. Године 1966, МОК је спровео обавезни процес верификације пола који је ступио на снагу на Зимским олимпијским играма 1968. где је коришћен систем лутрије да би се одредило ко ће бити прегледан тестом Баровог тела. Научна заједница је замерила овој политици. Кориштење Баровог теста тела оенило је петнаест генетичара који су се једногласно сложили да је научно погрешан. До 1970-их овај метод је замењен PCR тестирањем, као и проценом фактора као што су анатомија мозга и понашање. Након континуиране реакције против обавезног тестирања пола, противљење Комисије спортиста МОК-а прекинуло је праксу 1999. године.
Иако тестирање на пол више није било обавезно, жене које се нису представиле као женствене наставиле су бивају прегледане на основу сумње. Ово је почело на Летњим олимпијским играма 2000. и остало је у употреби до Зимских олимпијских игара 2010. године. До 2011. МОК је направио Уредбу о хиперандрогенизму, која је имала за циљ да стандардизује нивое природног тестостерона код спортисткиња. Ова транзиција у тестирању пола требало је да осигура правичност у женским догађајима. Ово је било због веровања да виши нивои тестостерона повећавају атлетске способности и дају неправедне предности интерсексуалним и трансродним такмичарима. Било којој спортисткињи означеној због сумње и чији је тестостерон премашио прописане нивое било је забрањено да се такмичи све док медицински третман не доведе ниво хормона у нормалне нивое. Штампа, научници, и политичари су тврдили да су неке етничке групе непропорционално погођене овом уредбом и да правило искључује превише особа.
Најзначајнији случајеви резултата тестирања забрана су: Марија Хозе Мартинез-Патињо (1985), Санти Соундарајан (2006), Кастер Семенија (2009), Анет Негеса (2012), и Дјути Чанд (2014).
Пре Азијских игара 2014, индијској спортисткињи Дјути Ченд је забрањено да се такмичи на међународном нивоу пошто је утврђено да крши Уредбу о хиперандрогенизму. Након што је Суд за спортску арбитражу одбио њену жалбу, МОК је суспендовао смерницу за Летње олимпијске игре 2016. и Зимске олимпијске игре 2018. године.

### Лондон 2012. и масакр у Минхену
Пре почетка Летњих олимпијских игара 2012, МОК је одлучио да не одржи минут ћутања у част 11 израелских олимпијаца који су убијени 40 година раније у масакру у Минхену. Жак Рог, тадашњи председник МОК-а, рекао је да би то било „неприкладно”. Говорећи о одлуци, израелски олимпијац Шаул Ладани, који је преживео Минхенски масакр, прокоментарисао је: „Не разумем. Не разумем, и не прихватам је“.

### Рвање
У фебруару 2013, МОК је искључио рвање из својих основних олимпијских спортова за Летњи олимпијски програм за Летње олимпијске игре 2020. јер тај спорт није нудио једнаке могућности за мушкарце и жене. Ова одлука је била нападнута од стране спортске заједнице, с обзиром на дугу традицију овог спорта. Ова одлука је касније поништена, након преиспитивања. Касније је овај спорт враћен међу основне олимпијске спортове, међу којима ће се задржати најмање до 2032. године.

### Руски допинг
Медијска пажња почела је да расте у децембру 2014. када је немачка телевизија ARD известила о допингу који спонзорише држава у Русији, упоређујући га са допингом у Источној Немачкој. У новембру 2015, Светска антидопиншка агенција (WADA) објавила је извештај и Светска атлетика (тада позната као IAAF) суспендовала је Русију на неодређено време са светских атлетских такмичења. Антидопиншка агенција Уједињеног Краљевства је касније помогла WADA-и у тестирању у Русији. У јуну 2016. пријавили су да нису у могућности да у потпуности обављају свој посао и приметили застрашивање од стране наоружаних агената Федералне службе безбедности (FSB). Након што је бивши руски директор лабораторије изнео наводе о Зимским олимпијским играма 2014. у Сочију, WADA је наручила независну истрагу коју је водио Ричард Макларен. Макларенова истрага је пронашла поткрепљујуће доказе, закључивши у извештају објављеном у јулу 2016. да су Министарство спорта и FSB управљали „сигурносним системом којим је управљала држава“ користећи „методологију нестајања позитивног теста“ (DPM) од „барем касно 2011. до августа 2015. године“.
Као одговор на ове налазе, WADA је објавила да се RUSADA треба сматрати неусаглашеном са Светским антидопиншким кодексом и препоручила је да се Русији забрани такмичење на Летњим олимпијским играма 2016. МОК је одбацио препоруку, наводећи да ће релевантни IF и МОК донети засебну одлуку за сваког спортисту, на основу индивидуалних околности спортисте. Дан пре церемоније отварања, 270 спортиста је добило дозволу да се такмиче под руском заставом, док је 167 удаљено због допинга. Насупрот томе, целом кувајтском тиму је забрањено да се такмичи под сопственом заставом (због околности које нису повезане са допингом).
За разлику од МОК-а, IPC је једногласно изгласао забрану целог руског тима на Летњим параолимпијским играма 2016, пошто је нашао доказе да је DPM такође био у функцији на Зимским параолимпијским играма 2014.
МОК је 5. децембра 2017. објавио да је Руски олимпијски комитет суспендован са Зимских олимпијских игара 2018. Спортистима који нису имали раније прекршаје злоупотребе лекова и који су имали конзистентну историју тестирања на дроге било је дозвољено да се такмиче под олимпијском заставом као „олимпијски спортиста из Русије“ (OAR). Према одредбама декрета, званичницима руске владе је забрањен приступ Играма, а ни застава ни химна земље неће бити присутни. Уместо њих би се користили олимпијска застава и олимпијска химна, а 20. децембра 2017. МОК је предложио алтернативни лого униформе.
Суд за спортску арбитражу (CAS) је 1. фебруара 2018. утврдио да је МОК пружио недовољно доказа за 28 спортиста и поништио санкције МОК-а. За 11 других спортиста, CAS је одлучио да постоји довољно доказа да подржи њихове санкције у Сочију, али је смањио њихове доживотне забране на само Зимске олимпијске игре 2018. МОК је у саопштењу навео да „резултат одлуке CAS-а не значи да ће спортисти из групе од 28 бити позвани на Игре. То што нису санкционисани не даје аутоматски привилегију позива” и да „овај [случај] може имати озбиљан утицај на будућу борбу против допинга”. МОК је сматрао важним да напомене да је генерални секретар CAS-а „инсистирао да одлука CAS-а не значи да су ових 28 спортиста невини“ и да ће размотрити жалбу на одлуку суда. Касније тог месеца МОК је поново успоставио Руски олимпијски комитет, упркос бројним неуспелим тестовима на дрогу руских спортиста на Олимпијским играма 2018. године. Руска антидопиншка агенција је поново сертификована у септембру, упркос томе што је Русија одбацила Макларенов извештај.

### Плебисцит на Тајвану 2018.
Тајванска влада је 24. новембра 2018. одржала референдум о промени имена свог Националног олимпијског комитета, са „Кинески Тајпеј“, имена које је 1981. године уговорила Народна Република Кина Нагојским протоколом, који негира легитимитет Републике Кине, на једноставно „Тајван“, по главном острву у Слободној зони. Непосредно пре референдума, МОК и влада НР Кине издали су претећу изјаву, сугеришући да, уколико тим буде подвргнут промени имена, МОК има законско право да изврши „суспендовање или принудно повлачење“ тима са Летњих олимпијских игара 2020. У одговору на оптужбе о мешању у изборе, МОК је навео: „МОК се не меша у локалне процедуре и у потпуности поштује слободу изражавања. Међутим, да би се избегла било каква непотребна очекивања или спекулације, МОК жели да понови да је ово питање под његовом јурисдикција.“ Након тога, уз значајан притисак НР Кине, референдум је пропао на Тајвану са 45% према 54%.

### Пенг Шуајев нестанак
У новембру 2021. године, МОК је поново био критикован од стране Чувара људских права (HRW) и других због свог одговора на нестанак Пенг Шуаја 2021. године, након њеног објављивања оптужби за сексуални напад против бившег кинеског потпредседника и високорангираног члана Комунистичка партија Кине, Џанга Гаолија. Одговор МОК-а је међународно критикован као саучесник у помагању Кинеској влади да ућутка Пенгове оптужбе за сексуално злостављање. Џанг Гаоли је претходно предводио пекиншки комитет за надметање за домаћина Зимских олимпијских игара 2022. године.

### Контроверза руковања у мачевању
У јулу 2020. (и поново потврђено у септембру 2020. и у јануару 2021.), FIE је заменио свој претходни захтев за „поздравно“ руковање противничких мачевалаца, написавши у јавном обавештењу да су руковање „суспендовано до даљег“. Ипак, у јулу 2023. године, украјинска четворострука светска шампионка Олга Карлан дисквалификована је на Светском првенству у мачевању јер се није руковала са пораженим руским противником, иако је Карлан уместо тога понудила тапкање оштрица у знак признања. Председник МОК-а, Томас Бах, послао је писмо Карлан у којем је изразио емпатију према њој и написао да јој је у светлу ситуације загарантовано место на Летњим олимпијским играма 2024. године.] Даље је написао: „Као колега мачевалац, немогуће ми је да замислим како се осећате у овом тренутку. Рат против ваше земље, страдања народа у Украјини, неизвесност око вашег учешћа на Светском првенству у мачевању... , а затим и догађаји који су се одиграли јуче – све ово је бујица емоција и осећања, и даље у пуној солидарности са украјинским спортистима и Олимпијском заједницом Украјине.“

### Руска инвазија на Украјину
Међународни олимпијски комитет је 12. октобра 2023. године издао саопштење у којем се наводи да је након што је Русија започела пуну инвазију на Украјину 2022. године, Руски олимпијски комитет једнострано преузео четири региона који су првобитно били под јурисдикцијом Националног олимпијског комитета Украјине: Доњецка област, Луганска област, Херсонска област, Запорошка област су укључене као њихове чланице, те је Међународни олимпијски комитет најавио суспензију чланства Руског олимпијског комитета са тренутним дејством.
Дана 19. марта 2024. МОК је објавио да ће, због суспензије, руским и белоруским спортистима бити забрањен приступ церемонији отварања Летњих олимпијских игара 2024. јер спортисти ових нација нису позвани. Русија је одговорила оптужујући МОК да је „неонациста“. Према овој пресуди, руским спортистима неје било дозвољено да учествују у тимским такмичењима, нити им је дозвољено да истичу руску заставу.

### Израел на Летњим олимпијским играма 2024
Палестинске спортске организације и спортске организације из арапских земаља позвале су на увођење санкција Израелу и спречавање његовог учешћа на Летњим олимпијским играма 2024. због рата између Израела и Хамаса у Појасу Газе. Позиви организација су подстакнути забринутошћу због утицаја рата на палестинске спортисте и спортске објекте. У новембру 2023. Русија је оптужила МОК да има двоструке стандарде, јер није санкционисала Израел због његових војних акција у Гази и окупације Палестине, пошто је Палестина такође чланица МОК. У јануару 2024. године, преко 300 палестинских спортских клубова позвало је да се Израелу забрани учешће на Олимпијским играма 2024. након што је израелски ваздушни напад убио тренера палестинске фудбалске репрезентације и оштетио седиште Палестинског олимпијског комитета у Гази. МОК је упозорио спортисте да не бојкотују или дискриминишу друге, наводећи да ће хитна акција уследити након сваког дискриминаторног понашања, као што је случај алжирског џудисте Фетија Нурина, који је добио десетогодишњу забрану пошто је одбио да се бори против Тохара Бутбула, Израелца 2020. МОК је такође навео да спортисти не треба да одговарају за поступке своје владе. У марту 2024, председник МОК-а Томас Бах је јасно ставио до знања да нема проблема у вези са учешћем Израела на Летњим олимпијским играма 2024. и упозорио спортисте на бојкоте и дискриминацију.

### WADA скандал из 2024
Крајем 2022. и почетком 2023. на различитим локацијама иу различито време, неколико спортиста је суспендовано због позитивних тестова на трагове метандиенона. Ово укључује 23 кинеска пливача који су суспендовани више од годину дана, јер су узорци прикупљени 6. октобра 2022. имали трагове метандиенона. Лабораторија је касније открила да су узорци вероватно контаминирани, пошто је контролно тестирање открило присуство метандиенона у супстанцама као што су додаци исхрани и производи од меса.
У јулу 2024. МОК је запретио да ће повући кандидатуру Солт Лејк Ситија за домаћина Зимских олимпијских игара 2034. ако америчке власти наставе да истражују наводе о допингу кинеских пливача. МОК је инсистирао да се Солт Лејк Сити сложи да може „раскинути уговоре са градом домаћином Олимпијаде у случајевима када се не поштује у потпуности врховни ауторитет Светске антидопиншке агенције (WADA) у борби против допинга или ако се примена светског антидопиншког кода омета или поткопава“. Ово је требало да омаловажи кривичну истрагу Министарства правде Сједињених Држава о наводима да је Светска антидопиншка агенција прикрила и пропустила да санкционише употребу дроге од стране кинеских пливача.